# カリスマ (映画)
『カリスマ』は、1999年制作の日本映画。

## 概要
黒沢清監督・脚本、役所広司主演の日本映画である。黒沢・役所コンビとしては『CURE』、『ニンゲン合格』に続く3作目。役所主演の黒沢映画としては2作目である。
カンヌ国際映画祭の監督週間部門で1999年5月17日に上映され、同年12月8日に製作国の日本に先駆ける形でフランスで劇場公開された。日本における劇場初公開は2000年2月26日。脚本自体はサンダンス・インスティテュートのスカラシップを獲得したが、長らく製作は実現されなかった。そのせいか内容はサンダンスでのスカラシップ獲得時のものと大きく異なっている。
一本の木を巡る人々の対立というストーリーの着想自体は、インディ・ジョーンズの中の宝の奪い合いからヒントを得たらしい（宮台真司との対談より）。しかし、本作の様相はインディ・ジョーンズのそれとはかけ離れたものとなっている。意味深で難解な映画であるが、シネフィルの間では評価は高く、『CURE』に次ぐ黒沢清監督の代表作と言われている。

## あらすじ
ある青年が人質篭城事件を起こし、その事件を担当した刑事・薮池五郎（役所広司）は犯人と人質を両方死なせてしまい、心に深い傷を負う。上司から休暇を言い渡された薮池は、ある森で不思議な一本の木を見つける。その木は根から毒素を分泌し、周囲の木々を枯らしてしまう奇妙な木で「カリスマ」と呼ばれていた。他の木々を守るためカリスマ伐採を主張する中曽根（大杉漣）達であったが、カリスマを守ろうとする青年・桐山（池内博之）に妨害され、「カリスマ」を巡って住人たちは次第に対立の度を深めていく。

## スタッフ
- 監督・脚本：黒沢清
- プロデューサー：神野智、下田淳行
- 製作総指揮：中村雅哉、池口頌夫
- 企画：吉田達、鵜野新一、有吉司
- 撮影：林淳一郎
- 編集：菊池純一
- 美術：丸尾知行
- 音楽：ゲイリー芦屋

## キャスト
- 薮池五郎 - 役所広司
- 桐山直人 - 池内博之
- 中曽根敏 - 大杉漣
- 神保美津子 - 風吹ジュン
- 神保千鶴 - 洞口依子
- 猫島 - 松重豊
- 部長 - 塩野谷正幸
- 坪井達夫 - 大鷹明良
- 華子 - 目黒幸子
- 西 - 吉田淳
- 杉下 - 田中要次
- 青年 - 稲村貢一
- 代議士 - 永田正明
- 若い刑事 - 戸田昌宏
- 作業員 - 川屋せっちん、三浦景虎、ジーコ内山、宮下周邦、山崎豆造、大迫茂生

## キャッチコピー
- 世界の法則を回復せよ

## 受賞履歴
- 第10回日本映画プロフェッショナル大賞作品賞を受賞